# Парагвай на Паралимпийских играх
Парагвай на Паралимпийских играх впервые приняли участие в 2020 году на летних Играх в Токио. На зимних Играх делегация Парагвая участия пока не принимала. Медалей на Играх спортсмены Парагвая пока не завоевали.